# 日本テレビ系列平日昼の情報番組枠
日本テレビ系列平日昼の情報番組枠（にほんテレビけいれつへいじつひるのじょうほうばんぐみわく）とは、日本テレビをはじめとするNNS系列で、平日（月曜日 - 金曜日）の12・13時台に放送されている情報番組の一覧。2011年3月以降は『ヒルナンデス!』が該当する。

## 歴史
- 初の番組は、開局して4年目の1957年4月に開始した『婦人ニュース（第1期）』。その後、1968年9月から参議院選挙で当選した青島幸男と横山ノックを司会に迎えた『お昼のワイドショー』が開始。当初は別々に司会を担当していたが、まもなく2人で担当、その後、同じタレント議員の中山千夏と八代英太を補佐役に迎え、人気を確立。この間、「女の事件」「テレビ公開捜査」「あなたの知らない世界」などの企画が生まれた。その後、司会は古今亭志ん馬 (6代目)や砂川啓介らに代わったが、1987年10月で19年の歴史に幕を降ろした。
- 代わって、山本厚太郎と泰葉を司会に迎え、放送時間を12:00 - 15:45に拡大した『午後は○○おもいッきりテレビ』を開始。しかし、1988年10月に放送時間を13:55までに短縮し、1989年4月に司会をみのもんたに変更。この頃から視聴率が上昇し、フジテレビのタモリが司会の『笑っていいとも!』と共に人気を確立した。2007年、放送開始20周年を機に『おもいッきりイイ!!テレビ』にリニューアルした。しかし、この頃から徐々に視聴率が落ちてきた。
- 2009年、みのが就任20周年を機に番組を降板。そして番組は、平日昼前の情報バラエティ番組『ラジかるッ』と統合する形で『おもいッきりDON!』へリニューアル。司会には中山秀征が起用された。だが、半年後の2009年10月5日からは、第1部が通称『おもいッきりPON!』として分離され（司会は中山で無く日替わり）、『おもいッきりDON!』は実質的には第2部のみ放送にリニューアルされた（事実上2009年3月までの編成に戻った）。2010年3月29日からは司会は不変のまま、22年半使われた『おもいッきり』のタイトルを外し、単に『DON!』と改題（同時に『おもいッきりPON!』は『PON!』へ改題）した。
- 2011年3月25日で『DON!』を終了し、後番組として3月28日より、南原清隆司会による情報バラエティ番組『ヒルナンデス!』が開始された。

## 主な番組
- 『婦人ニュース（第1期）』（1957年4月1日 - 1966年10月30日） - 土曜日も放送。
- 『お昼のワイドショー』（1968年9月30日 - 1987年10月2日）
- 『午後は○○おもいッきりテレビ』（1987年10月5日 - 2007年9月28日）
- 『おもいッきりイイ!!テレビ』（2007年10月1日 - 2009年3月27日）
- 『おもいッきりDON!・第2部』（2009年3月30日 - 2010年3月26日）
- 『DON!』（2010年3月29日 - 2011年3月25日）
- 『ヒルナンデス!』（2011年3月28日 - 現在）